# 泉州公交E5路
泉州公交E5路是中华人民共和国泉州市境内的一条公共交通线路，全程59.4公里。起讫点为东宏路首末站至泉港大众公交总站，运营时间为双向6:20-18:30。
该线为泉州市范围内第5条联营线路，亦为2023版《环泉州湾公交发展规划》中首条开通的E字头线路，同时，本线是泉州公交运营里程最长的线路。

## 历史
- 2017年3月1日，E5路前身泉港区政府-泉州行政中心定制专线开通。初期使用车辆为1部金旅XML6609JEV50型空调多功能休旅车，全程一票制¥10/人。初期运营时间为泉港区政府7:30、15:30；泉州行政中心11:30、17:30。[3]
- 2019年，行政中心定制专线运营时间调整为泉港区政府7:30、泉州行政中心17:30发车。
- 2020年1月26日，为配合泉港区交通局关于新型冠状病毒肺炎防控要求，行政中心专线自当日18:00起暂停运营。至2月17日虽解除禁令，该专线亦无恢复通告，行政中心定制专线至此停运。
- 2023年3月8日，泉州市交通运输局批复泉州公交集团《关于新辟E5路公交线路的请示》[4]
- 2023年3月14日，泉州公交第一次发布E5路开通预告。[5]
- 2023年4月26日，泉州公交第二次发布E5路开通预告。[6]
- 2023年4月29日，E5路开通运营。初期运行区间为海星小区首末站-泉港大众公交总站，初期运行时间为海星小区首末站7:00-18:10、泉港大众公交总站7:00-18:00。。初期使用车辆为大众公交方面派出的6部金旅XML6805JEVD0C型空调电动巴士，初期票价为分段计价，全程¥7.0/人。[7][8]
- 2023年6月30日，自该日起E5路运营时间调整为双向6:30-18:10，并增投4部XML6805JEVD0C，配车数增加至10部，班次间隔缩短为30-50分钟，其他不变。[9]
- 2023年9月13日，因海星小区3期建设需要，原海星小区首末站地块收回并拆除。受此影响E5路自该日起取消进入海星小区首末站，改为至东宏路首末站停放，上下客点临时调整至市政务服务中心。
- 2023年9月25日，E5路自该日起正式调整至东宏路首末站始发终到，取消停靠市政务服务中心。并增停滨滨海街南段、滨海街中段、府东路南段、海星小区等站，里程数由55.1公里增加至59.9公里，其它不变。[10]
- 2023年10月11日，因惠泉南路大溪桥拆除改建需要，E5路临时改为途径霞莲路、世纪大道、溪滨路至惠安客运南站后原线行驶，其它不变。[11]
- 2024年5月1日，自该日起E5路增投6部XML6805JEVD0C，配车数增加至16部。运营时间调整为双向6:20-18:30，其它不变。[12]
- 2024年6月12日，大溪桥复建完工并通车。自该日起E5路恢复途径大溪桥，取消途径霞莲路、世纪大道、溪滨路。[13]

## 站点
- 下表中，泉港段站点备注为区内公交线路所用站名

| 路线 | 路线 | 路线 | 所在地区、街道 | 所在地区、街道          | 站点名           | 备注             |
| ---- | ---- | ---- | -------------- | ----------------------- | ---------------- | ---------------- |
|      |      |      | 丰泽区         | 东宏路                  | 东宏路首末站     | 起讫站           |
|      |      |      | 丰泽区         | 滨海街                  | 滨海街南段       |                  |
|      |      |      | 丰泽区         | 滨海街                  | 滨海街中段       |                  |
|      |      |      | 丰泽区         | 府东路                  | 府东路南段       |                  |
|      |      |      | 丰泽区         | 丰海路                  | 海星小区         |                  |
|      |      |      | 丰泽区         | 丰海路                  | 国网泉州供电公司 |                  |
|      |      |      | 丰泽区         | 安吉路                  | 世界城东门       |                  |
|      |      |      | 丰泽区         | 安吉路                  | 海峡体育中心     |                  |
|      |      |      | 洛江区         | 安吉路                  | 医高专           |                  |
|      |      |      | 洛江区         | 城华北路 （北迎宾大道） | 航空旅游城       | 分段点 原名 杏宅 |
|      |      |      | 台投区         | 洛阳大道 324国道        | 洛阳三角牌       |                  |
|      |      |      | 台投区         | 洛阳大道 324国道        | 华光学院         | 原名 洛阳屿头    |
|      |      |      | 台投区         | 洛阳大道 324国道        | 白沙路口         |                  |
|      |      |      | 台投区         | 洛阳大道 324国道        | 泉州市委党校     |                  |
|      |      |      | 台投区         | 洛阳大道 324国道        | 杏田村口         | 分段点           |
|      |      |      | 惠安县         | 惠泉南路 324国道        | 溪东路口         |                  |
|      |      |      | 惠安县         | 惠泉南路 324国道        | 东风村           |                  |
|      |      |      | 惠安县         | 惠泉南路 324国道        | 大红埔           |                  |
|      |      |      | 惠安县         | 惠泉南路 324国道        | 惠安客运南站     | 分段点           |
|      |      |      | 惠安县         | 惠泉南路 324国道        | 惠安机场路口     |                  |
|      |      |      | 惠安县         | 惠泉北路 324国道        | 惠光爱尔眼科医院 |                  |
|      |      |      | 惠安县         | 惠泉北路 324国道        | 祥盈壹号广场     | 东扩路口         |
|      |      |      | 惠安县         | X310                    | 尧记酱道         |                  |
|      |      |      | 惠安县         | X310                    | 峰崎村           |                  |
|      |      |      | 惠安县         | X310                    | 华总财富广场     | 分段点           |
|      |      |      | 泉港区         | 南山南路                | 锦绣公园西门     |                  |
|      |      |      | 泉港区         | 锦绣街                  | 泉港行政中心     | 区政府           |
|      |      |      | 泉港区         | 学府路                  | 泉港一中         | 学府路           |
|      |      |      | 泉港区         | 学府路                  | 益海小学         | 恒大             |
|      |      |      | 泉港区         | 学府路                  | 新民街路口       |                  |
|      |      |      | 泉港区         | 驿峰中路                | 泉港中心工业区   | 中心工业区       |
|      |      |      | 泉港区         | 驿峰中路                | 泉港职校         | 蓝海国际         |
|      |      |      | 泉港区         | 驿峰中路                | 锦福社区         | 锦川小区         |
|      |      |      | 泉港区         | 驿峰中路                | 泉港大众公交总站 | 起讫站           |

## 票价
E5路为分段计价，全程¥7.0，其中：
- 东宏路首末站至航空旅游城：1元/人
- 航空旅游城至杏田村口：1元/人
- 杏田村口至惠安客运南站：2元/人
- 惠安客运南站至华总财富广场：1元/人
- 华总财富广场至泉港大众公交总站：2元/人
- 泉通卡普通卡9折，月票卡优惠无效。敬老卡、爱心卡有效
- 可使用泉城通APP及支付宝、云闪付、微信乘车码支付

## 配车
E5路配车数总计16部，其中：
- 金旅XML6805JEVD0C  16部

- 金旅XML6609JEV50（2017.3 - 2020.1）
- 金旅XML6805JEVD0C（2023.4 - ）

## 相关
- 泉州公交线路列表